# Зміївський полк
Зміївський слобідський козацький полк — адміністративно-територіальна і військова одиниця Слобідської України. Достеменно роки його існування невідомі, але вважається, що окремий Зміївський слобідський козацький полк в 1660 вже був. Полковий центр — місто Зміїв.
В 1680-х землі Зміївського полку вже входили в Харківський полк. Саме місто Зміїв, стало сотенним містечком Зміївської сотні Харківського полку.
На його території був відомий Козацький Зміївський монастир, тісно пов'язаний з Запорозькою Січчю. Там доживали свій вік старі козаки і інваліди.

## Історія полку

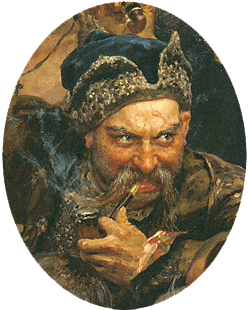
Іван Сірко

Під час «третього переселення на Слобожанщину» з Наддніпрянщини, до Змієва городища прибуває козацький підрозділ на чолі з запорозьким полковником Кіндратом Сулимою. Розбивши татарське військо на чолі з ханом Аксаком вони осідають в цих краях, та будують фортецю Зміїв..
В 1656 році в Зміїві з'являється представник московського уряду. Царським указом від 23 березня до Чугуївського воєводи Сухотіна зазначається, що до Зміїву відіслано воєводу Якова Хитрово. Відати йому належало Зміївом та Мохначем. Зустрівши вороже ставлення місцевих мешканців він скоро був змінений на нового воєводу.
Наступний воєвода Іван Іванович Ржевський, прибув в місто в 1 липня 1656 року. 21 вересня Ржевський робить у місти огляд зміївських та мохнацьских козаків, яких виявилося 408 чоловік. З них 345 озброєні пищалями (257 кінних, та 88 піших), решта були неозброєні та без коней. В той час зміївське військо налічувало три сотні: сотника Ф. Михайловича (130 козаків), сотника С. Різника (100 козаків), сотника В. Солдата (98 козаків). Також була четверта сотня для новоприбулих козаків (81 козак). Підпорядковувалися козаки отаману Тихону Сопроновичу. Спроби Ржевського привести козаків до присяги московському царю, зустріли протидію зі сторони як простих козаків, так і старшини.
У лютому 1657 році козацтво обирає себе нового отамана Тараса Іванова. Він представляв антимосковську партію козацтва. Починається чергове протистояння з зміївським воєводою.
До підпорядкування Зміївського отамана відносилися також Зміївська округа: Замостя, Зідьки та Піски.
У 1658 році московський уряд зважаючи на загострення стосунків козаків та воєводи, замінює на посаді Ржевського на К. Мамалахова, але протистояння продовжується.
Восени 1658 року козацтво обирає собі нового отамана, ним став Семен Гурієв. За його керування стосунки з представником московської влади стають більш-менш спокійнішими.
У 1660 році вже згадується Зміївський козацький полк, кількістю в 880 козаків. Зміївські сотні, складали Зміївський полк, який був очолений отаманом. Така ж структура була в Харківському та Охтирському полках.
У 1668 році Харківський полковник Іван Сірко підіймає повстання (як союзник гетьмана Брюховецького). Це був один з епізодів Московсько-української війни 1656—1676 років, яку вів правобережний гетьман Петро Дорошенко. Вимушений відійти від Харкову, де було обрано нового промосковського полковника Ф. Ріпку, Іван Сірко відступає до Зміїву. Саме він стає першим полковником Зміївського полку. Під час цього повстання до Зміївського полку приєднуються Мерефянська та Маяцька, Печенізька, Цареборисівська, Валківська, Мурафська, Торська та інші сотні.
Іван Сірко на чолі всіх зміївських сотень та мерефянської сотень йде на Харків, але в зв'язку з тим, що обіцяна допомога від гетьмана не прибула полковник вимушений був, під натиском білгородських та чугуївських військ Олександра Марченка, відступити зі своїми військами зі Слобідської України на захід. При відступу зі Зміїву повстанці спалили фортецю, забрали з собою гармати та казну.
Повстання було нещадно придушене, бунтівні села та міста покарані. Зміївський монастир, який був одним з осередків повстання зруйновано (монастир відновлять лише в 1673 чи 1676 році).
Яка доля спіткала Зміївський полк, достеменно невідомо, але тільки придушене повстання знову спалахнуло через два роки.
Навесні 1670 року на Поволжі та Дону сполохує повстання Степана Разіна. В цьому козацько-селянському повстанні проти колоніальної політики Москви беруть активну участь українці. До Слобожанщини вирушають разінські підрозділи на чолі з Фролом Разіним та Олексієм Хромим (Лесько Черкашенин). Слобідські козаки активно вливаються в військо Олексія Хромого, центром повстанців знову стає Зміїв. Цілі сотні разом зі старшинами приєднуються до повстання. Активну роль відіграють козаки Зміївського та Балаклійського полків. Острогозький полк повстав повністю, на чолі повсталих був сам Острогозький полковник Іван Дзиковський.
На початку листопада війська білгородського воєводи Григорія Ромодановського почали наступ на осередки повстанців в Зміїві та Маяцьку. 5 листопада відбулася вирішальна битва між військами отамана Олексія Хромого, та московським військом. В цих боях загинув ватажок разінського повстання на Слобожанщині Олексій Хромий, а його війська були вщент розбиті. Після цього почалася кровава розправа над повстанцями, а також над будь-як причетними до цього людьми. Вбивствами та катуваннями надовго запам'ятався керівник московськими каральними загонами Григорій Касогов, який залив Україну кров'ю повсталих. Серед знищених були зміївське сотники Панкрат Рябуха та Павло Сторож. Зокрема сотникові Рябусі було відрубані руки й ноги, а самого повісили на дереві.
Після цього згадування про Зміївський полк, та про Зміївське військо зникають.
В 1681 році згадуються два зміївських сотники (Дем'ян Жученко та Яків Ломиніг), які вирушають разом зі зміївським воєводою Большим-Малишевим за наказом воєводи Касогова до Гомільшанських лісів для побудови засік. Невідомо, чи був над сотниками єдиний козацький керманич чи ні.
У 1699 році зміївське козаки згадуються як Зміївська сотня Харківського полку, При черговому розмежуванні між Харківським полком, та невдовзі перед тим відікремившимся від нього Ізюмським полком вказано, що Зміївська та Печенізька сотні переходять до Ізюмського полку, а Вовчанська та Салтівська до Харківського. Сотником Зміївським названий лише один Василь Шендригуль.
Після приєднання Зміївської сотні до Ізюмського полку, вона існує як його складова частина до самого скасування Слобідських козацьких полків у 1765 році.

## Керівники Зміївського козацтва
- 1. Кіндрат Сулима — з 1640 року. Саме при ньому ці землі були остаточно звільнені від татар. Засновник Зміївської фортеці. Вважається запорозьким полковником, чи вважався він Зміївським полковником невідомо.
- Яків Почетов — Зміївський отаман, коло 1640-х років.[1]
- Тихон (Тишко) Сопронович — Зміївський отаман, коло 1656 — лютий 1657 року.
- Тарас Іванович (Іванов) — Зміївський отаман (з лютого 1657-осінь 1658 року). Був призначений на місце Т. Сопроновича громадою. Був в опозиції до московської влади.
- Степан Гурієв — Зміївський отаман (з осені 1658 року). Вибраний зміївчанами замість Тараса Івановича. Підтримував доброзичливі відносини зі зміївськими воєводами.
- Іван Сірко — перший полковник Зміївський (1668 рік).[1] очолив антимосковське повстання. З полком відступив до Дніпра.
- Олексій Григорович Хромий[18] — В 1670 році головував разінськими військами на Слобожанщині. Названий брат Степана Разіна. Центром його військ був Зміїв. Загинув у битві з московськими військами.